# Effective Altruism Global

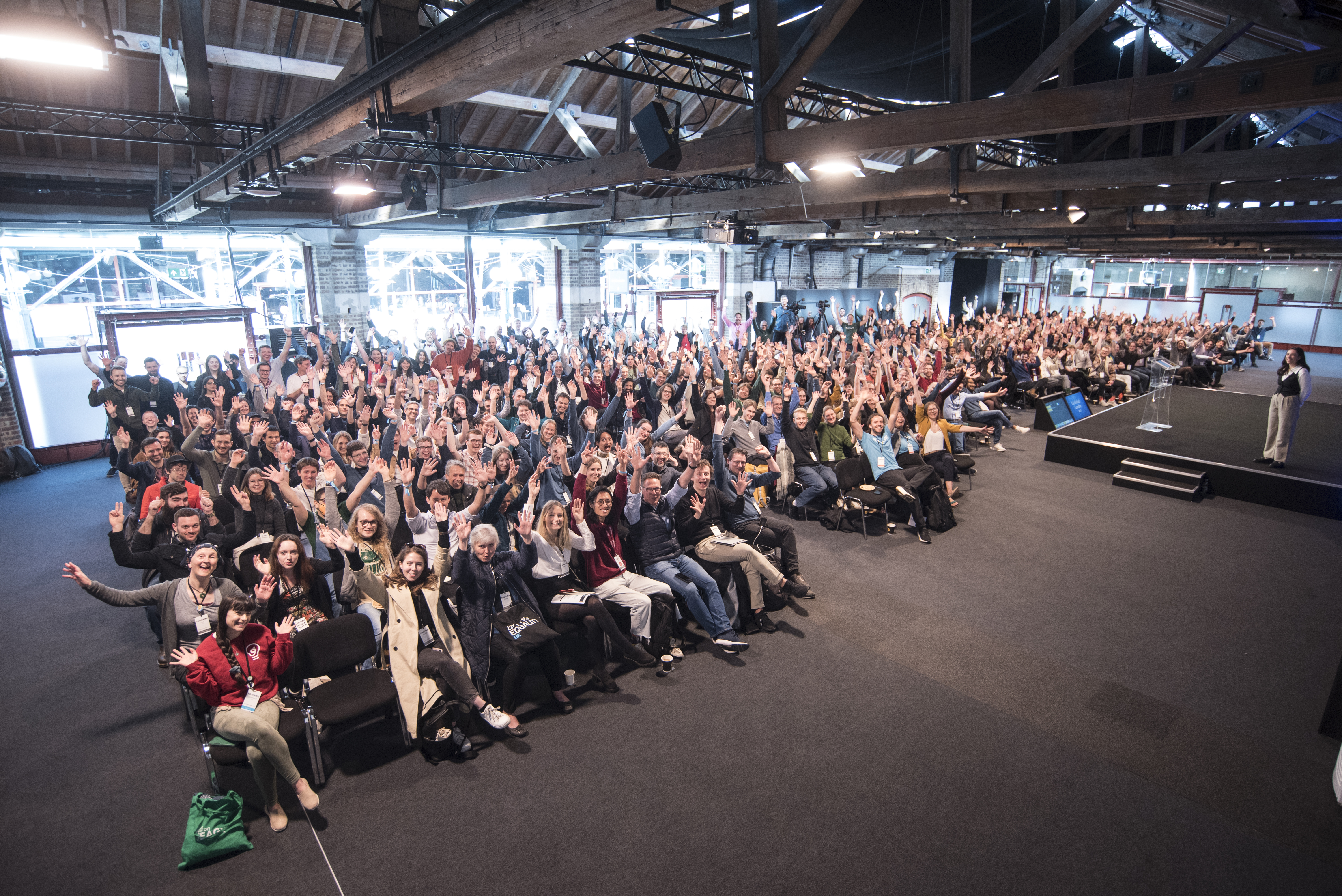
Público en el evento EA Global: Londres en 2023

Effective Altruism Global, abreviado EA Global o EAG, es una serie de conferencias sobre filantropía centradas en el movimiento del altruismo eficaz. Las conferencias están dirigidas por el Centro para el Altruismo Eficaz. Nico Pitney, redactor del Huffington Post, describió los eventos como una reunión de "nerds altruistas", en la que "abundan las personas procedentes de la tecnología, la ciencia y las disciplinas analíticas".

## Historia
La primera Cumbre sobre Altruismo Eficaz se celebró en 2013.
En 2015, hubo tres eventos principales de EA Global. El más grande fue una conferencia de tres días que tuvo lugar en el campus de Google en Mountain View, California, con ponentes como el empresario Elon Musk, el informático Stuart J. Russell y el profesor de filosofía de Oxford William MacAskill. También hubo conferencias en Oxford y Melbourne. Según MacAskill, la naturaleza de las conferencias mejoró la coordinación y la diversidad ideológica dentro del altruismo efectivo. Las charlas incluyeron temas como la pobreza mundial, la defensa de los animales, la investigación sobre la priorización de causas y el cambio de políticas. También hubo talleres sobre la elección de carrera, sesiones de preguntas y respuestas, y paneles sobre cómo dirigir secciones locales de altruismo eficaz.

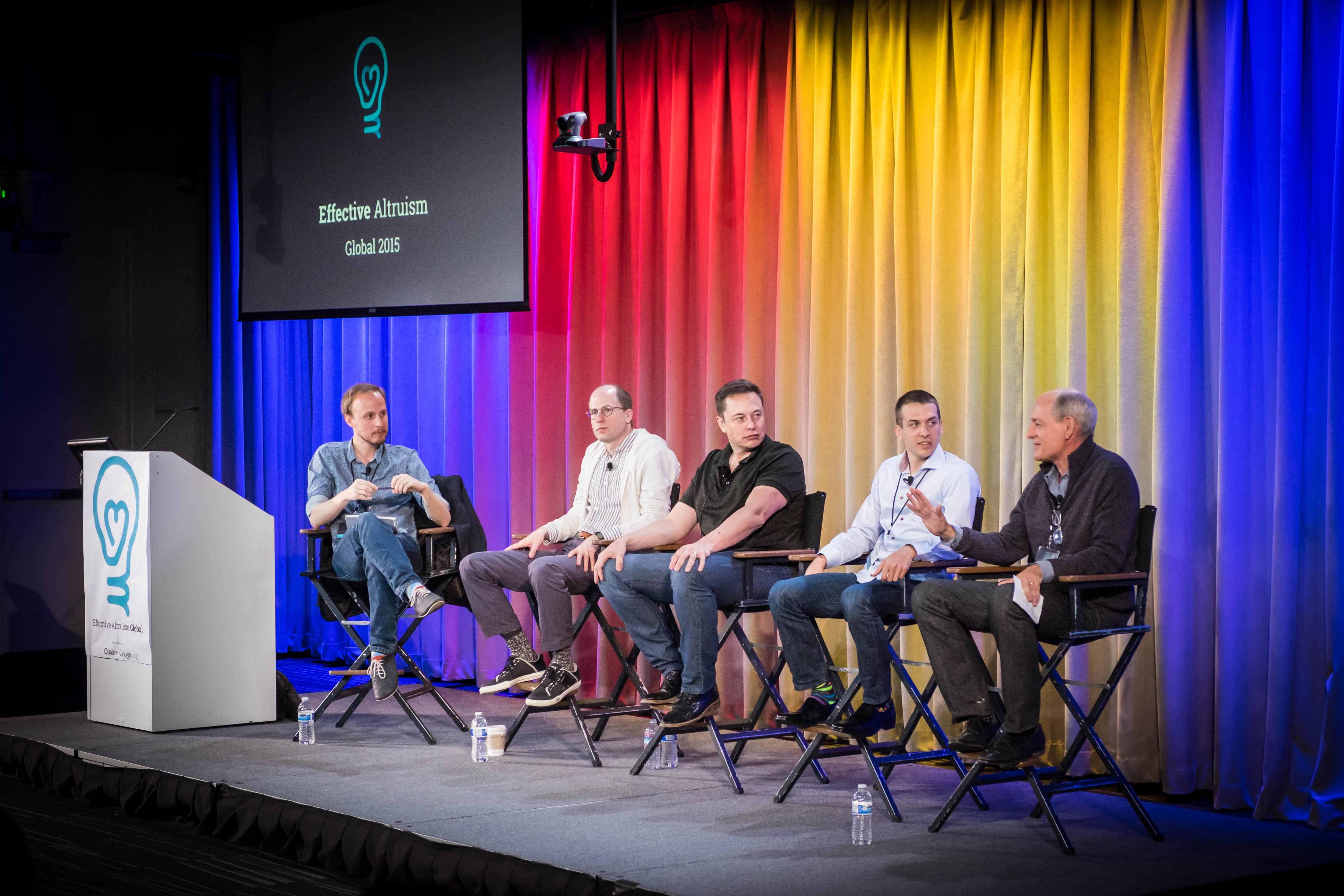
Panel con Nick Bostrom, Elon Musk, Nate Soares y Stuart Russell durante EA Global 2015.

Uno de los eventos clave de la conferencia de Google fue un panel moderado sobre el riesgo existencial de la inteligencia artificial general. Stuart Russell, miembro del panel, declaró que la investigación en IA debería centrarse en "construir sistemas inteligentes que beneficien a la raza humana". Dylan Matthews, escritor de Vox, aunque elogió algunos aspectos de la conferencia, criticó su enfoque percibido en el riesgo existencial, potencialmente a expensas de causas más generales como la lucha contra la pobreza extrema.
Desde 2016, se han celebrado conferencias en la Universidad de Harvard, la Universidad de California en Berkeley, el Palacio de Bellas Artes, el Imperial College de Londres y otros lugares de Boston, Berkeley, San Francisco y Londres. Debido a la pandemia COVID-19, no se celebraron eventos en 2020; en su lugar, se ofrecieron una serie de conferencias virtuales y programas virtuales. La actividad se reanudó a finales de octubre de 2021, con un evento celebrado en The Brewery de Londres. Para 2022 están previstos tres eventos de EA Global.